# Sarcophaga excuticulata
Sarcophaga excuticulata är en tvåvingeart som först beskrevs av Pandelle 1896.  Sarcophaga excuticulata ingår i släktet Sarcophaga och familjen köttflugor.
Artens utbredningsområde är Frankrike. Inga underarter finns listade i Catalogue of Life.